# Méta (préfixe)
Pour les articles homonymes, voir Méta.
Méta est un préfixe qui provient du grec μετά (meta) (après, au-delà de, avec). Il exprime tout à la fois la réflexion, le changement, la succession, le fait d'aller au-delà, à côté de, entre ou avec. Selon le contexte, le préfixe équivaut au sens de profond (comme les métadonnées ou le métalangage), haut ou grand (comme méta-revue).
Méta signifie aussi à propos, comme dans métalinguistique, désignant le lexique linguistique.
Méta est souvent utilisé dans le vocabulaire scientifique pour indiquer l'autoréférence, ou pour désigner un niveau d'abstraction supérieur, un modèle :
- métalangage : système ou langage permettant de décrire d'autres langages ;
- métalivre : livre à propos d'un livre ;
- métadocumentation : documentation sur la documentation ;
- métadonnée : donnée sur les données ;
- métapolitique : domaine de la politique ayant pour sujet la modification de l'espace politique ;
- méta-analyse : analyse scientifique synthétisant diverses études analysant un sujet.

Méta est utilisé en chimie organique, dans la nomenclature des dérivés benzéniques, avec les préfixes ortho et para, comme dans le combustible solide métaldéhyde.
Méta est également employé dans le domaine du jeu de rôle pour désigner une action fondée sur des informations que le joueur possède, mais que son personnage n'est pas censé savoir[réf. nécessaire].